# Parafia św. Jana Chrzciciela w Dobrej

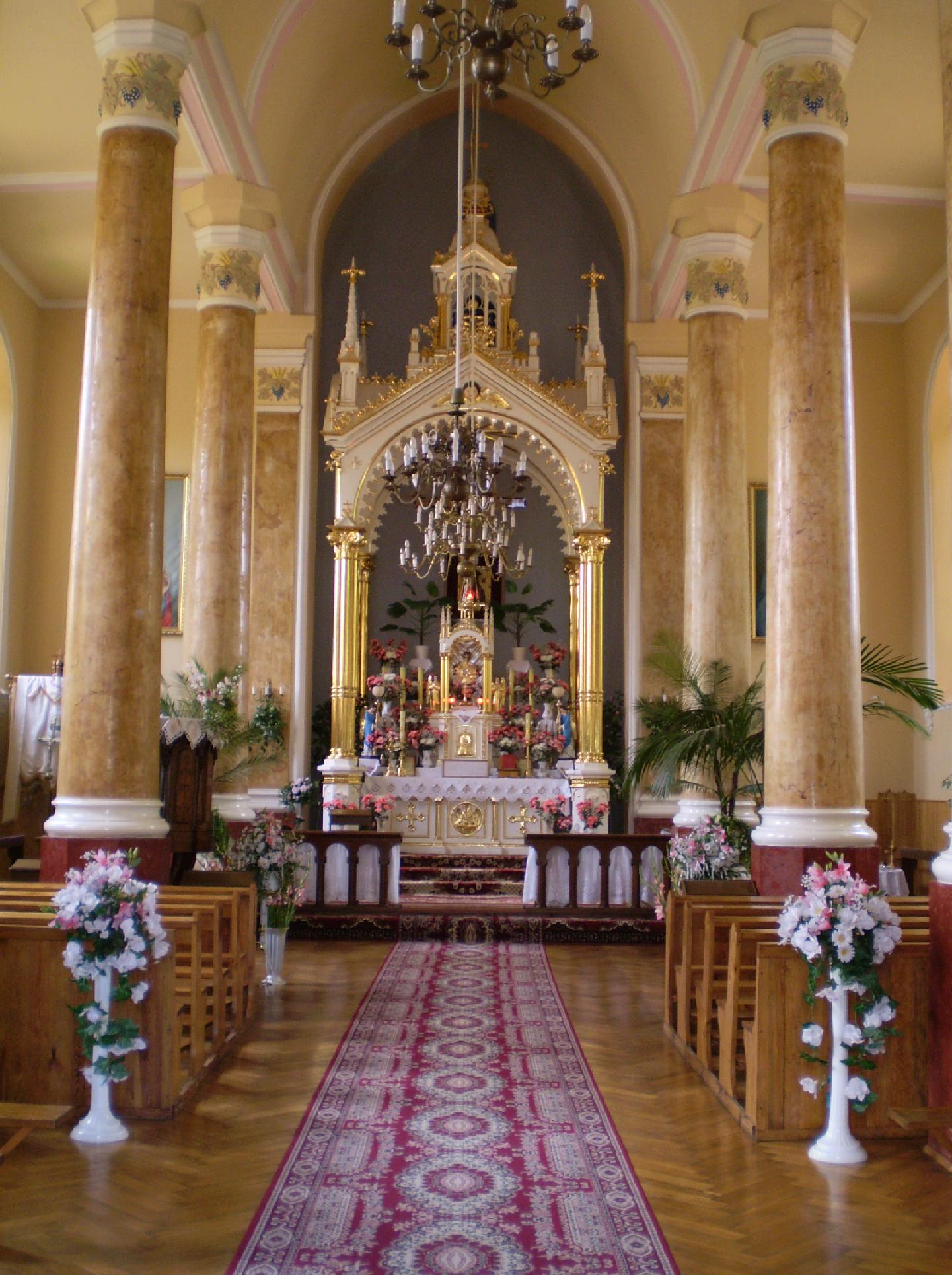
Wnętrze kościoła

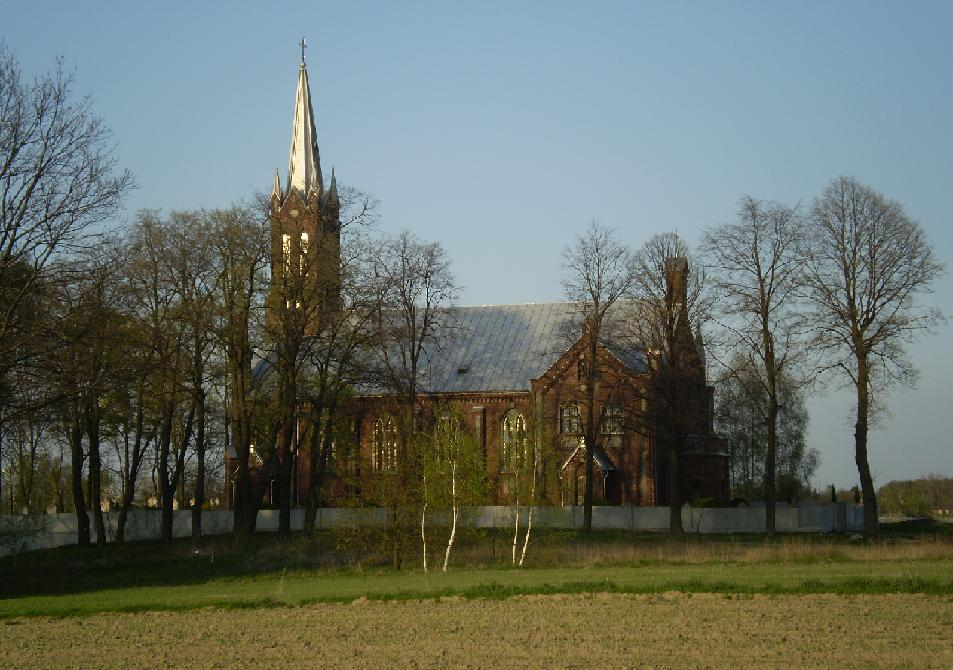

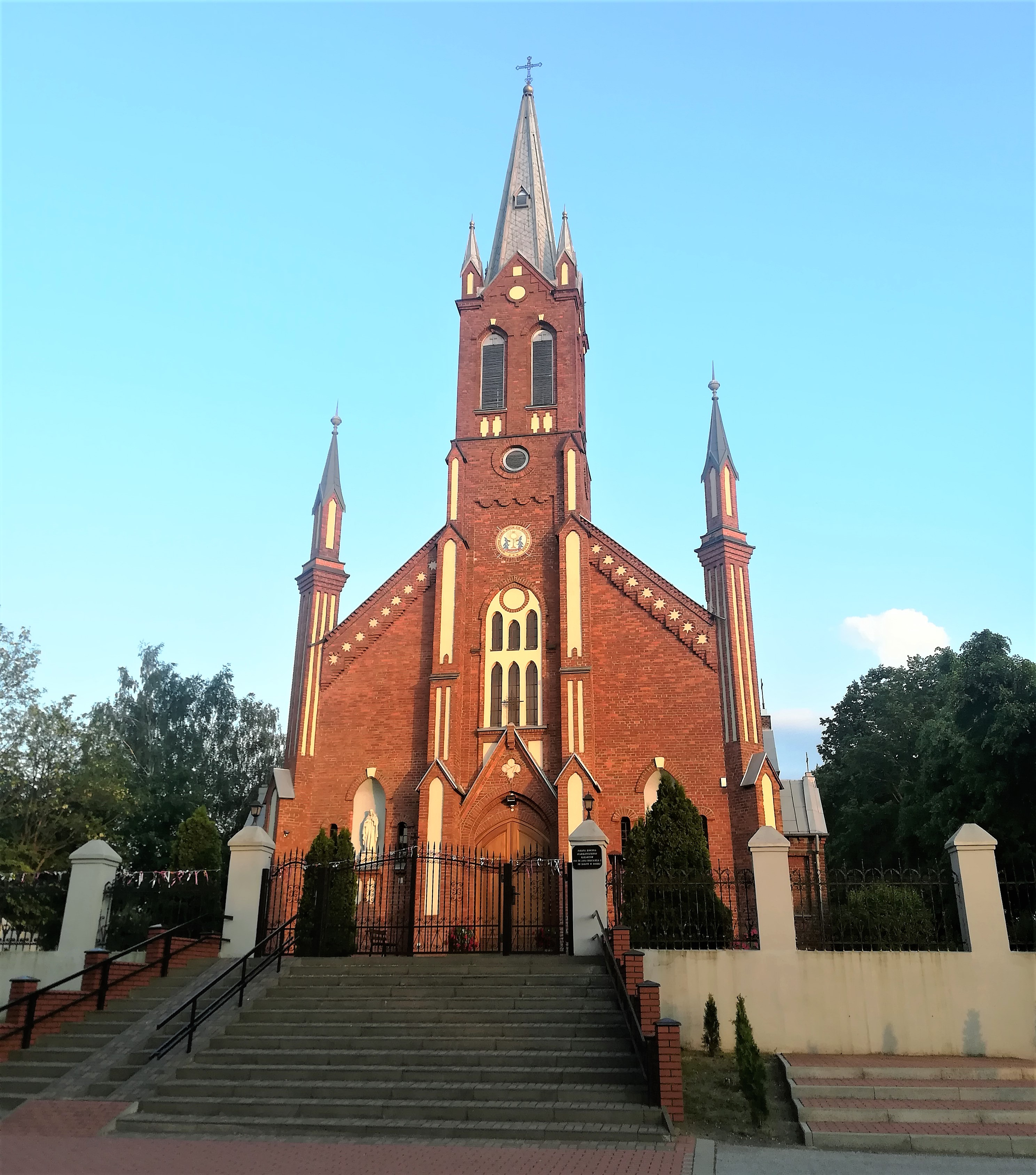

Parafia św. Jana Chrzciciela – parafia mariawicka w Dobrej, w diecezji śląsko-łódzkiej Kościoła Starokatolickiego Mariawitów w RP.
Siedziba parafii oraz kościół parafialny znajduje się w Dobrej, w gminie Stryków, powiecie zgierskim, województwie łódzkim. Proboszczem parafii jest kapłan Jakub Maria Szczepan Orzechowski.

## Obszar
Parafia mariawicka w Dobrej obejmuje swoim zasięgiem prawie 300 rodzin z miejscowości: Dobra, Dobra-Nowiny, Zelgoszcz, Orzechówek, Michałówek, Ługi, Leonardów, Kiełmina, Niecki, Kalonka, Klęk, Grabina, Stary Imielnik, Nowy Imielnik a także niewielki fragment Łodzi – osiedle Stare Moskule oraz ulicę Łukaszewską.

## Historia
Początki mariawityzmu, a także parafii w Dobrej wiążą się z osobą księdza Pawła Skolimowskiego, który jako kapłan mariawita przyjął imię zakonne Maria Dominik. W latach 1903–1906 był proboszczem w parafii rzymskokatolickiej w Dobrej. Ksiądz Dominik Skolimowski (będąc jeszcze proboszczem parafii rzymskokatolickiej) w roku 1905 zakończył budowę kościoła w Dobrej. 28 listopada 1906 mariawici decyzją władz carskich zostali zmuszeni do opuszczenia kościoła.
W tej sytuacji mariawici dobrscy 2 sierpnia 1907 poświęcili fundamenty pod budowę nowego kościoła. Został on zlokalizowany także w Dobrej, w odległości 1 km od poprzedniego kościoła rzymskokatolickiego. Ofiarność parafian sprawiła, że poświęcenie kościoła pod wezwaniem św. Jana Chrzciciela odbyło się 8 września 1908. Kościół został wzniesiony w stylu neogotyckim.
Zbudowano także rozległy piętrowy dom, który przez długie lata służył jako placówka oświatowo-kulturalna. W nim mieściła się szkoła parafialna, ochronka, czytelnia oraz piekarnia. Działalność ta prowadzona była przez siostry zakonne ze Zgromadzenia Sióstr Mariawitek. W domu parafialnym w okresie międzywojennym, a nawet kilka lat po wojnie były prowadzone zajęcia lekcyjne przez nauczycieli świeckich.
Kapłan Paweł Maria Dominik Skolimowski był współzałożycielem orkiestry parafialnej w 1909, która kontynuuje swoją działalność do chwili obecnej. Orkiestra bierze udział we wszystkich większych świętach kościelnych i parafialnych. Z okazji 85-lecia i 95-lecia w dowód uznania za działalność na terenie miasta i gminy Stryków władze ufundowały pamiątkowe dyplomy oraz instrumenty.
W styczniu 1905 kapłan Skolimowski jako delegat mariawicki odbył audiencję u papieża Piusa X. Przez wiele lat ks. Skolimowski pracował w redakcji kościelnej pisma Mariawita, która mieściła się w Łodzi przy ulicy Franciszkańskiej 27.
Parafia mariawicka w Dobrej dwukrotnie była odwiedzona przez św. Marię Franciszkę Kozłowską. Pierwszy raz przed budową kościoła w 1907, Mateczka zapytana wskazała miejsce budowy kościoła parafialnego, drugi raz przybyła w 1910.
Po śmierci Ojca Dominika, która nastąpiła w 1921, proboszczem parafii został kapłan Antoni Maria Serafin Bołłoczko, który pracował w Dobrej aż do swojej śmierci w 1969. Istniejąca od 1908 piekarnia prowadzona przez siostry mariawitki umożliwiła nakarmienie wielu uciekinierów i tułaczy okresu wojennego. Znany jest fakt ukrycia na terenie domu parafialnego przez ks. Antoniego Bołłoczko kilku oficerów, którzy po klęsce wrześniowej wracali ze sztandarem pułku łódzkiego wycieńczeni i głodni.
Po śmierci kapłana Antoniego Bołłoczko obowiązki proboszcza pełnił przez trzy lata kapłan Władysław Maria Franciszek Stachowiak.
Od 1972 proboszczem parafii był kapłan Michał Maria Ludwik Jabłoński. Duszpasterzował przez 23 lata. W latach 1983–1984 przeprowadzono kapitalny remont kościoła. W 1993 dla uczczenia 100 rocznicy mariawityzmu parafia ufundowała nowe dziewięciogłosowe organy pneumatyczne. W 1995 kapłan Maria Ludwik Jabłoński został wybrany na biskupa i konsekrowany jesienią 1996.
Kolejnym proboszczem tutejszej parafii został kapłan Jakub Maria Szczepan Orzechowski. Pracę duszpasterską rozpoczął w 1996. Przy współpracy z parafianami i radą parafialną odnowiono wnętrze kościoła, przebudowano główne schody, odrestaurowano cztery boczne wieże, wymieniono wszystkie szyby w oknach kościelnych, przeprowadzono nowy odcinek drogi na cmentarz, obsadzono nową bramę, położono kostkę brukową w głównej alei cmentarza oraz kościoła, pozłocono też ołtarz i konfesję. Inspiracją tych wielu prac były obchody stulecia istnienia Kościoła Mariawickiego i parafii w Dobrej. Obchody jubileuszowe odbyły się 25 czerwca 2006 w uroczystość parafialną św. Jana Chrzciciela.

## Nabożeństwa
Msze Święte i inne nabożeństwa sprawowane są w neogotyckim kościele pw. św. Jana Chrzciciela i św. Doroty w Dobrej, wybudowanym w 1908 roku.
- Msze Święte niedzielne odbywają się o godzinie 8:00 i 12:0
- Msze Święte w dni powszednie odprawiane są o godzinie 8.00
- Adoracja tygodniowa, prowadzona przez młodzież, odprawiana jest w każdy czwartek o 18:30
- Adoracja miesięczna przypada na 16 dzień każdego miesiąca
- Uroczystość parafialna obchodzona jest w najbliższą niedzielę od 24 czerwca

## Działalność
Przy parafii działa grupa ministrancka, orkiestra dęta oraz chór, który wchodzi w skład chóru diecezji śląsko-łódzkiej.

## Duchowieństwo
Spośród duchownych mariawickich obecnie dwóch pochodzi z parafii w Dobrej: kapłan Tadeusz Maria Ładysław Ratajczyk oraz kapłan Piotr Maria Grzegorz Dróżdż.